# Amt Dringenberg-Gehrden
Das Amt Dringenberg-Gehrden war ein Amt im Nordwesten des ehemaligen Kreises Warburg in Nordrhein-Westfalen, Deutschland mit Sitz in der amtsangehörigen Stadt Dringenberg. Die Amtsverwaltung befand sich in den Räumen der Burg Dringenberg, die heute unter anderem ein Museum beherbergt. Dem Amt gingen die fürstbischöflichen Ämter Rentamt Dringenberg und Gografschaft Brakel voraus sowie die Kantone Gehrden und Dringenberg im Departement der Fulda des Königreiches Westphalen.

## Geographie
Das Amt Dringenberg-Gehrden lag im Westen des Oberen Weserberglandes. Das Amt reichte vom Eggegebirge, durch das es im Westen begrenzt wurde, über das Eggevorland bis zum südlichen Zentrum des Netheberglandes im Osten. Da der Hauptkamm des Eggegebirges die Rhein-Weser-Wasserscheide bildet, gehörte das gesamte Gebiet des Amtes zum Einzugsgebiet der Weser.
Beginnend im Norden im Uhrzeigersinn grenzten an das Amt Dringenberg-Gehrden ursprünglich die Stadt Bad Driburg und die Ämter Driburg und Brakel (Kreis Höxter), Borgentreich und Peckelsheim (Kreis Warburg) sowie Lichtenau (Kreis Büren) und Altenbeken (Kreis Paderborn). Dies änderte sich zum 1. Januar 1970. Durch das Gesetz zur Neugliederung des Kreises Höxter wurden die Stadt Bad Driburg und die Gemeinden des Amtes Driburg zur neuen Stadt Bad Driburg und die Gemeinden des Amtes Brakel zur neuen Stadt Brakel zusammengeschlossen.

## Vorgeschichte

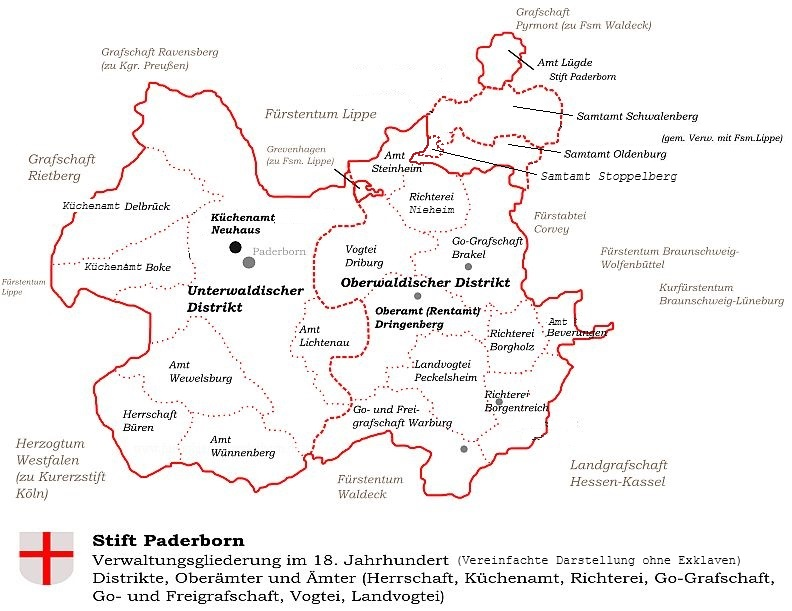
Administrative Gliederung des Hochstifts Paderborn im 18. Jahrhundert

Im 18. Jahrhundert war die Stadt Dringenberg Sitz der Verwaltung des Oberwaldischen Distrikts, des Oberamtes Dringenberg und des Rentamtes Dringenberg. Dem Rentamt Dringenberg gehörten die Städte Dringenberg, Gehrden, Kleinenberg und  Willebadessen sowie die Orte  Altenheerse, Frohnhausen,  Hampenhausen, Herbram, Kühlsen, Neuenheerse, Sandebeck, Schmechten und Siddessen an.
Nach der Besetzung des Hochstifts Paderborn 1802 durch preußische Truppen teilte die preußische Verwaltung das Hochstift in drei Landkreise ein. Aus dem nördlichen Teil des oberwaldischen Distriktes wurde der Oberwaldische Kreis mit Sitz in Brakel gebildet, an den auch ein großer Teil des alten Rentamts Dringenberg fiel.
Mit der Gründung des Königreiches Westphalen und Einführung der französischen Verwaltung 1807 wurden im Raum Dringenberg/Gehrden per Dekret die Kantone Dringenberg und Gehrden gegründet. Der Kanton Dringenberg umfasste die Stadt Dringenberg sowie die Gemeinden Schwaney, Altenheerse, Neuenheerse, Kühlsen und Willebadessen. Der Kanton Gehrden umfasste die Stadt Gehrden sowie die Gemeinden Siddessen, Frohnhausen, Auenhausen, Hampenhausen, Natingen, Fölsen, Niesen, Rheder und Schmechten. Im Jahre 1810 hatte der Kanton Dringenberg 3562 und der Kanton Gehrden 3034 Einwohner. Beide Kantone gehörten zum Distrikt Höxter im Departement der Fulda des Königreichs.
Nach der Niederlage Napoléons und der Bildung der preußischen Provinz Westfalen kamen die beiden Kantone Dringenberg und Gehrden 1816 größtenteils zum neuen Kreis Warburg. Die Gemeinde Schwaney des Kantons Dringenberg kam zum neuen Kreis Paderborn, während die Gemeinden Rheder und Schmechten des Kantons Gehrden zu neuen Kreis Brakel kamen. Die verkleinerten Kantone wurden Verwaltungsbezirke des Kreises Warburg. Der Verwaltungsbezirk Dringenberg umfasste Dringenberg, Altenheerse, Kühlsen, Neuenheerse und Willebadessen. Der Verwaltungsbezirk Gehrden umfasste Gehrden, Auenhausen, Frohnhausen, Hampenhausen, Natingen, Niesen, Siddessen und Fölsen.

## Amt Dringenberg-Gehrden
Im Rahmen der Einführung der westfälischen Landgemeinde-Ordnung von 1841 wurden die beiden Verwaltungsbezirke in Ämter überführt. Die so entstandenen Ämter Dringenberg und Gehrden wurden von Anfang an in Personalunion durch einen gemeinsamen Amtmann verwaltet. Ohne dass ein formeller Zusammenschluss überliefert ist, wurde seit den 1850er Jahren nur noch von dem gemeinsamen Amt Dringenberg-Gehrden gesprochen. Die Gemeinde Natingen wechselte um 1849 zum Amt Borgholz und um 1870 wechselten die Gemeinden Niesen und Fölsen in das Amt Peckelsheim.
Das Amt Dringenberg-Gehrden gliederte sich seitdem in die zehn Gemeinden Altenheerse, Auenhausen, Dringenberg, Frohnhausen, Gehrden, Hampenhausen, Kühlsen, Neuenheerse, Siddessen und Willebadessen, von denen Dringenberg, Gehrden und Willebadessen Städte waren und erstere auch Verwaltungssitz war.
Die Gemeinden des Amts hatten bei der letzten Volkszählung vor der Amtsauflösung Mitte 1970 eine Wohnbevölkerung von 7577 Einwohnern. Bei einer Fläche von 114,46 km² bedeutete dies eine durchschnittliche Bevölkerungsdichte von 66 Einwohnern pro Quadratkilometer, die unter dem Kreisdurchschnitt von 88 Einwohnern pro Quadratkilometer lag. Die folgende Übersicht zeigt die zehn Gemeinden mit Bevölkerungs- und Gebietsstand vom 27. Mai 1970:
| Name                    | Einwohner | Fläche in km² |
| ----------------------- | --------- | ------------- |
| Altenheerse             | 412       | 6,42          |
| Auenhausen              | 150       | 3,79          |
| Dringenberg, Stadt      | 1711      | 22,73         |
| Frohnhausen             | 292       | 4,57          |
| Gehrden, Stadt          | 918       | 15,71         |
| Hampenhausen            | 58        | 4,03          |
| Kühlsen                 | 137       | 2,73          |
| Neuenheerse             | 1449      | 16,99         |
| Siddessen               | 424       | 7,81          |
| Willebadessen, Stadt    | 2026      | 29,72         |
| Amt Dringenberg-Gehrden | 7577      | 114,50        |

Am 1. Januar 1975 trat das Sauerland/Paderborn-Gesetz in Kraft, wodurch der Kreis Warburg mit dem alten Kreis Höxter zum neuen Kreis Höxter zusammengelegt wurde. Die Stadt Dringenberg, Neuenheerse und Kühlsen wurden in die Stadt Bad Driburg, die Stadt  Gehrden, Auenhausen, Frohnhausen, Hampenhausen und Siddessen in die Stadt Brakel eingemeindet. Altenheerse und die Stadt Willebadessen wurden mit den Gemeinden des Amtes Peckelsheim zur neuen Stadt Willebadessen mit Sitz in Peckelsheim zusammengeschlossen. Rechtsnachfolgerin des Amtes wurde die neue Stadt Willebadessen.

## Einwohnerentwicklung
| Jahr      | Einwohner | Quelle |
| --------- | --------- | ------ |
| 001843 1) | 7035      | [ 11 ] |
| 1871      | 4973      | [ 11 ] |
| 1910      | 5133      | [ 12 ] |
| 1939      | 5284      | [ 13 ] |
| 1950      | 7558      | [ 14 ] |
| 1961      | 6874      | [ 14 ] |
| 1970      | 7577      | [ 14 ] |

 1)mit Fölsen, Natingen und Niesen

## Wappen
Das Wappen des Amtes Dringenberg-Gehrden zeigt im Schildhaupt das Kreuz des Hochstiftes Paderborn. Der mit einem lateinischen Kreuz gekreuzte Äbtissinenstab im Feld erinnert an Gehrdens Benediktinerinnenabtei. Kreuz und Stab werden an den Seiten und unten bewinkelt von drei Rosen, die für die drei im Amtsbereich liegenden ehemaligen Abteien Gehrden, Willebadessen und Neuenheerse stehen.